# Sissach
 (février 2023).
Si vous disposez d'ouvrages ou d'articles de référence ou si vous connaissez des sites web de qualité traitant du thème abordé ici, merci de compléter l'article en donnant les références utiles à sa vérifiabilité et en les liant à la section « Notes et références ».
Sissach est une commune suisse du canton de Bâle-Campagne, située dans le district de Sissach.

## Histoire
Situé dans la plaine de l'Ergolz, le village est mentionné pour la première fois en 1226 sous le nom de Sissaho. Les premières traces de colonisation datent du Néolithique, alors que des présences celtiques ont été mises au jour à Burgenrain.
La seigneurie est vendue, en 1041, par l'empereur Henri III du Saint-Empire au diocèse de Bâle, alors que la famille von Eptingen achète le château-fort Bischofstein, entièrement détruit lors du tremblement de terre de Bâle de 1356. Le village de Sissach est acheté par la ville de Bâle en 1465.
La construction de la ligne de chemin de fer entre Sissach et Gelterkinden en 1855 provoque un important développement économique de la commune. De nos jours, la commune se trouve sur la ligne ferroviaire CFF Bâle-Olten, à 21 km de Bâle et à 18 km d’Olten.

Vue aérienne de 400 m par Walter Mittelholzer (1919)

## Curiosités
Dans le village se trouve le château d'Ebenrain, construit entre 1773 et 1775, aujourd'hui propriété du canton de Bâle-Campagne et utilisé pour des manifestations telles que des concerts ou des mariages. Également dans le village se trouve l'église paroissiale réformée Saint-Jacques, datant de 1525-1526 et le supermarché Cheesmeyer, construit en 1901 et répertorié à l'inventaire cantonal des monuments.

## Personnalités
- Serena Bangerter-Buser (1871-1957), médecin, y est née.

## Sources
- (de) Cet article est partiellement ou en totalité issu de l’article de Wikipédia en allemand intitulé « Sissach » (voir la liste des auteurs).